# Ônibus híbrido elétrico
O Ônibus híbrido elétrico (português brasileiro) ou autocarro híbrido elétrico (português europeu) é um ônibus que utiliza tecnologia similar a de um trólebus. A diferença é que ele é capaz de gerar com a ajuda de um motor a diesel, a energia necessária para se locomover, diferente dos trólebus que necessitam de uma rede elétrica. A tecnologia utilizada nos híbridos para controlar a aceleração, a velocidade e o sistema de freios é mais moderna. A partida é dada utilizando um motor a diesel, e depois disso o ônibus utiliza o motor elétrico para se locomover, e também para fazer funcionar o restante dos equipamentos do veículo. A emissão de fumaça é 90% menor em relação aos ônibus tradicionais. O principal empecilho na aceitação destes veículos por proprietários de empresas de ônibus é o valor. Eles são 40% mais caros do que os ônibus comuns, porém a vida útil destes ônibus pode ultrapassar os 25 anos.